# نايل هندرسون
نايل هندرسون (بالإنجليزية: Niall Henderson)‏ (7 فبراير 1988 في المملكة المتحدة - ) هو لاعب كرة قدم بريطاني في مركز الوسط. لعب مع ريث روفرز وغلينافون وغلينتوران ونادي دمبرتون ونادي يورك سيتي وDungannon Swifts F.C. ‏ وNewry City F.C. ‏ وGretna F.C. ‏.

## وصلات خارجية
- نايل هندرسون على موقع قاعدة بيانات كرة القدم.إي يو (الإنجليزية)
- نايل هندرسون على موقع Soccerbase.com (لاعب) (الإنجليزية)